# Кубок світу з біатлону 2011—2012, естафета, жінки
Естафетний залік Кубка світу з біатлону 2011–12 серед жінок підводиться за підсумками чотирьох естафетних гонок, перша з яких відбулася 11 грудня 2011 в Гохфільцені в рамках другого етапу Кубку світу, а остання відбудеться в рамках чемпіонату світу в Рупольдінгу. В сезоні 2010-2011 титул найкращої естафетної команди виборола збірна Німеччини.

## Формат
Естафетна команда складається із чотирьох біатлоністок, кожна з яких пробігає три кола загальною довжиною 6 км і виконує дві стрільби - лежачи й стоячи. На кожній стрільбі біатлоністка повинна розбити 5 мішеней. Для цього їй дається 8 патронів, але в магазині карабіну тільки 5, додаткові патрони, в разі потреби, біатлоністка повинна вкладати в рушницю вручну. За кожну нерозбиту мішень біатлоністка карається пробіганням штрафного кола. На першій стрільбі команди стріляють на установці, що відповідає їхньому номеру, надалі - в порядку прибуття.

## Призери сезону 2010–11
| Медаль  | Країна    | Очки |
| ------- | --------- | ---- |
| Золото: | Німеччина | 206  |
| Срібло: | Швеція    | 190  |
| Бронза: | Росія     | 177  |

## Переможці та призери
| Етап:                                                                         | Золото:                                                                     | Час                                                         | Срібло:                                                                      | Час                                                       | Бронза:                                                                       | Час                                                       |
| Гохфільцен Протокол [Архівовано 5 вересня 2012 у WebCite]                     | Норвегія Фанні Горн Еліс Рінген Сіннове Солемдаль Тура Бергер               | 1:07:13.3 (0+1) (0+2) (0+3) (0+0) (0+0) (0+0)               | Франція Марі Лор Брюне Анаїс Бескон Софі Буаї Марі Абер                      | 1:07:26.9 (0+0) (0+0) (0+1) (0+2) (0+0) (0+0)             | Росія Світлана Слєпцова Наталія Сорокіна Ганна Богалій-Титовець Ольга Зайцева | 1:07:42.7 (0+3) (0+0) (0+0) (0+0)                         |
| Обергоф Протокол [Архівовано 9 вересня 2012 у WebCite]                        | Росія Ганна Богалій-Титовець Світлана Слєпцова Ольга Зайцева Ольга Вілухіна | 1:19:32.0 (0+2) (0+2) (0+2) (0+0) (0+3) (0+3) (0+0) (0+1)   | Норвегія Фанні Горн Еліс Рінген Сіннове Солемдаль Тура Бергер                | 1:19:37.9 (0+0) (2+3) (0+1) (0+1) (0+2) (0+2) (0+1) (0+1) | Франція Марі Абер Анаїс Бескон Марін Болльє Софі Буаї                         | 1:20:38.4 (0+1) (0+0) (1+3) (1+3) (0+1) (0+2) (0+0) (0+2) |
| Антерсельва Протокол [Архівовано 9 вересня 2012 у WebCite]                    | Франція Марі Лор Брюне Софі Буаї Анаїс Бескон Марі Абер                     | 1:17:06.5 (0+0) (0+2)}} (0+1) (0+3) (0+2) (0+1) (0+0) (0+0) | Білорусь Надія Скардіно Людмила Калінчик Настасія Дуборєзова Дарія Домрачова | 1:17:09.0 (0+1) (0+0) (0+0) (0+2) (0+2) (0+3) (0+1) (0+1) | Росія Катерина Глазиріна Світлана Слєпцова Ольга Зайцева Ольга Вілухіна       | 1:17:27.9 (0+2) (0+1) (0+1) (0+2) (0+1) (1+3) (0+1) (0+0) |
| Чемпіонат світу 2012 Протокол [Архівовано 12 березня 2012 у Wayback Machine.] | Німеччина Тіна Бахманн Магдалена Нойнер Міріам Гесснер Андреа Генкель       | 1:09:33.0 (0+1) (0+0) (0+3) (1+3) (0+2) (0+1) (0+0) (0+0)   | Франція Марі-Лор Брюне Софі Буаї Анаїс Бескон Марі Абер                      | 1:10:01.5 (0+1) (0+0) (0+1) (0+2) (0+1) (0+1)             | Норвегія Фанні Горн Еліс Рінген Сіннове Солемдаль Тура Бергер                 | 1:10:12.5 (0+1) (0+3) (0+1) (0+2) (0+1) (0+3) (0+1) (0+0) |

## Нарахування очок
| Місце | 1  | 2  | 3  | 4  | 5  | 6  | 7  | 8  | 9  | 10 | 11 | 12 | 13 | 14 | 15 | 16 | 17 | 18 | 19 | 20 | 21 | 22 | 23 | 24 | 25 | 26 | 27 | 28 | 29 | 30 | 31 | 32 | 33 | 34 | 35 | 36 | 37 | 38 | 39 | 40 |
| ----- | -- | -- | -- | -- | -- | -- | -- | -- | -- | -- | -- | -- | -- | -- | -- | -- | -- | -- | -- | -- | -- | -- | -- | -- | -- | -- | -- | -- | -- | -- | -- | -- | -- | -- | -- | -- | -- | -- | -- | -- |
| Очки  | 60 | 54 | 48 | 43 | 40 | 38 | 36 | 34 | 32 | 31 | 30 | 29 | 28 | 27 | 26 | 25 | 24 | 23 | 22 | 21 | 20 | 19 | 18 | 17 | 16 | 15 | 14 | 13 | 12 | 11 | 10 | 9  | 8  | 7  | 6  | 5  | 4  | 3  | 2  | 1  |

## Таблиця
| #  | Збірна          | ГОХ | ОБЕ | АНТ | ЧС | Разом |
| -- | --------------- | --- | --- | --- | -- | ----- |
| 1  | Франція         | 54  | 48  | 60  | 54 | 216   |
| 2  | Норвегія        | 60  | 54  | 43  | 48 | 205   |
| 3  | Росія           | 48  | 60  | 48  | 36 | 192   |
| 4  | Німеччина       | 38  | 43  | 38  | 60 | 179   |
| 5  | Білорусь        | 40  | 40  | 54  | 43 | 177   |
| 6  | Україна         | 34  | 34  | 40  | 38 | 146   |
| 7  | Польща          | 43  | 32  | 34  | 32 | 141   |
| 8  | Швеція          | 30  | 36  | 31  | 40 | 137   |
| 9  | Італія          | 36  | 31  | 36  | 29 | 132   |
| 10 | Словаччина      | 29  | 38  | 27  | 34 | 128   |
| 11 | Чехія           | 31  | 30  | 30  | 31 | 122   |
| 12 | Болгарія        | 28  | 28  | 29  | 24 | 109   |
| 13 | Канада          | 32  | —   | 32  | 28 | 92    |
| 14 | США             | 27  | —   | 28  | 30 | 85    |
| 15 | Естонія         | —   | 27  | 24  | 27 | 78    |
| 16 | Японія          | 24  | —   | 25  | 26 | 75    |
| 17 | Румунія         | —   | 29  | 23  | 21 | 73    |
| 18 | Австрія         | —   | —   | 26  | 25 | 51    |
| 19 | Фінляндія       | 26  | DNS | —   | 23 | 49    |
| 20 | Казахстан       | 23  | —   | —   | 22 | 45    |
| 21 | КНР             | 25  | —   | —   | 16 | 41    |
| 22 | Швейцарія       | —   | —   | —   | 20 | 20    |
| 23 | Велика Британія | —   | —   | —   | 19 | 19    |
| 24 | Литва           | —   | —   | —   | 18 | 18    |
| 25 | Південна Корея  | —   | —   | —   | 17 | 17    |
| 26 | Латвія          | —   | —   | —   | 15 | 15    |